# Circondario di Mayen-Coblenza
Il circondario di Mayen-Coblenza (targa MYK) è un circondario (Landkreis) della Renania-Palatinato, in Germania.

Comprende 9 città e 78 comuni.

La sede amministrativa si trova nella città extracircondariale di Coblenza. Il centro maggiore è Andernach.

## Geografia antropica
Tra parentesi gli abitanti al 31 dicembre 2021, il capoluogo della comunità amministrativa è contrassegnato da un asterisco.

### Città indipendenti
- Andernach (grande città di circondario) (30 126)
- Bendorf (16 962)
- Mayen (grande città di circondario) (19 335)

### Comunità amministrative (Verbandsgemeinde)
- Verbandsgemeinde Maifeld, con i comuni:

1. Einig (143)
2. Gappenach (316)
3. Gering (415)
4. Gierschnach (274)
5. Kalt (457)
6. Kerben (496)
7. Kollig (567)
8. Lonnig (1 259)
9. Mertloch (1 380)
10. Münstermaifeld, città (3 432)
11. Naunheim (471)
12. Ochtendung (5 494)
13. Pillig (459)
14. Polch, città * (6 939)
15. Rüber (889)
16. Trimbs (613)
17. Welling (915)
18. Wierschem (329)

- Verbandsgemeinde Mendig, con i comuni:

1. Bell (1 322)
2. Mendig, città * (9 032)
3. Rieden (1 158)
4. Thür (1 485)
5. Volkesfeld (564)

- Verbandsgemeinde Pellenz, con i comuni:

1. Kretz (713)
2. Kruft (4 466)
3. Nickenich (3 593)
4. Plaidt * (5 841)
5. Saffig (2 190)

- Verbandsgemeinde Rhein-Mosel, con i comuni:

1. Alken (634)
2. Brey (1 415)
3. Brodenbach (671)
4. Burgen (743)
5. Dieblich (2 607)
6. Hatzenport (603)
7. Kobern-Gondorf * (3 117)
8. Lehmen (1 332)
9. Löf (1 453)
10. Macken (365)
11. Niederfell (987)
12. Nörtershausen (1 141)
13. Oberfell (1 124)
14. Rhens, Stadt (2 992)
15. Spay (1 923)
16. Waldesch (2 242)
17. Winningen (2 423)
18. Wolken (1 058)

- Verbandsgemeinde Vallendar, con i comuni:

1. Niederwerth (1 276)
2. Urbar (3 171)
3. Vallendar, città * (8 808)
4. Weitersburg (2 497)

- Verbandsgemeinde Vordereifel, con i comuni:

1. Acht (84)
2. Anschau (275)
3. Arft (245)
4. Baar (729)
5. Bermel (355)
6. Boos (605)
7. Ditscheid (257)
8. Ettringen (2 767)
9. Hausten (384)
10. Herresbach (502)
11. Hirten (253)
12. Kehrig (1 218)
13. Kirchwald (962)
14. Kottenheim (2 557)
15. Langenfeld (656)
16. Langscheid (90)
17. Lind (50)
18. Luxem (323)
19. Monreal (768)
20. Münk (240)
21. Nachtsheim (565)
22. Reudelsterz (368)
23. Sankt Johann (914)
24. Siebenbach (202)
25. Virneburg (377)
26. Weiler (485)
27. Welschenbach (47)

- Verbandsgemeinde Weißenthurm, con i comuni:

1. Bassenheim (2 867)
2. Kaltenengers (2 149)
3. Kettig (3 411)
4. Mülheim-Kärlich, città (11 248)
5. Sankt Sebastian (2 683)
6. Urmitz (3 422)
7. Weißenthurm, città * (9 171)